# 北方町北方
北方町北方（きたがたちょうきたがた）は、愛知県一宮市の地名。旧北方村のうち、町村制施行時までの北方村の地域である。

## 地理

### 河川・池沼
- 木曽川

### 交通
- 東海道本線
- 名鉄名古屋本線木曽川堤駅
- 国道22号
- 愛知県道182号里小牧北方江南線
- 愛知県道14号岐阜稲沢線
- 愛知県道147号西萩原北方線

### 施設
- 畑下神社
- 北方代官所跡
- 一宮市立北方中学校
- 大日孁社
- 北方幼稚園
- 大日川港跡

## 歴史

### 沿革
- 江戸時代 - 尾張国葉栗郡北方村として所在[1]。尾張藩領、北方代官所支配[1]。
- 1889年（明治22年） - 北方村大字北方となる[1]。
- 1955年（昭和30年） - 一宮市北方町北方となる[1]。

### 人口の変遷
国勢調査による人口および世帯数の推移。
| 1995年（平成7年）  | 1945世帯 7117人 |  |
| 2000年（平成12年） | 2079世帯 7154人 |  |
| 2005年（平成17年） | 2196世帯 7076人 |  |
| 2010年（平成22年） | 2283世帯 7037人 |  |
| 2015年（平成27年） | 2339世帯 6791人 |  |
| 2020年（令和2年）  | 2370世帯 6417人 |  |

### WEB
1. ↑  “愛知県一宮市の町丁・字一覧”.   人口統計ラボ. 2024年4月20日閲覧。
2. 1 2  総務省統計局 (2022年2月10日). “令和2年国勢調査の調査結果(e-Stat) - 男女別人口，外国人人口及び世帯数－町丁・字等” (CSV). 2023年8月2日閲覧。
3. ↑  “読み仮名データの促音・拗音を小書きで表記するもの(zip形式) 愛知県” (zip).   日本郵便 (2024年2月29日). 2024年3月26日閲覧。
4. ↑  “市外局番の一覧” (PDF).   総務省 (2022年3月1日). 2022年3月22日閲覧。
5. ↑  “ナンバープレートについて”.   一般社団法人愛知県自動車会議所. 2024年1月21日閲覧。
6. ↑  総務省統計局 (2014年3月28日). “平成7年国勢調査の調査結果(e-Stat) - 男女別人口及び世帯数 －町丁・字等” (CSV). 2021年7月20日閲覧。
7. ↑  総務省統計局 (2014年5月30日). “平成12年国勢調査の調査結果(e-Stat) - 男女別人口及び世帯数 －町丁・字等” (CSV). 2021年7月20日閲覧。
8. ↑  総務省統計局 (2014年6月27日). “平成17年国勢調査の調査結果(e-Stat) - 男女別人口及び世帯数 －町丁・字等” (CSV). 2021年7月21日閲覧。
9. ↑  総務省統計局 (2012年1月20日). “平成22年国勢調査の調査結果(e-Stat) - 男女別人口及び世帯数 －町丁・字等” (CSV). 2021年7月21日閲覧。
10. ↑  総務省統計局 (2017年1月27日). “平成27年国勢調査の調査結果(e-Stat) - 男女別人口及び世帯数 －町丁・字等” (CSV). 2021年7月21日閲覧。

### 書籍
1. 1 2 3 4  「角川日本地名大辞典」編纂委員会 1989, p. 472.